# Compagnie Générale Transatlantique
A Compagnie Générale Transatlantique, apelidada de Transat e conhecida no exterior como French Line, foi uma empresa francesa de transporte marítimo que operou desde a metade do século XIX até a segunda metade do século XX. Fundada em 1855 pelos irmãos Émile e Isaac Péreire sob o nome de Compagnie Générale Maritime, ela inicialmente ficou responsável pelo transporte de correio para a América do Norte até começar a investir no transporte de passageiros por volta da década de 1880.
A empresa ganhou importância entre as décadas de 1910 e 1930 pelas ações de seus presidentes Jules Charles-Roux e John Dal Piaz, que investiram em navios transatlânticos de prestígio como o SS Paris, o SS Île de France e especialmente o SS Normandie. A Segunda Guerra Mundial fragilizou a empresa, que perdeu muitas embarcações, retomando importância internacional apenas em 1962 com o SS France, porém sofreu com concorrência do transporte aéreo e acabou retirado do serviço em 1974. A companhia se fundiu alguns anos depois com a Compagnie des Messageries Maritimes para poder formar uma nova Compagnie Générale Maritime, que anos depois foi comprada pela Compagnie Maritime d'Affrètement e virou a CMA CGM.
A Transat não se limitava apenas às rotas entre a Europa e a América do Norte, também oferecendo linhas para a América Central. Além disso, empresa passou a oferecer a partir do começo do século XX cruzeiros entre Marselha e Argel, criando da década de 1920 em diante novos circuitos pelo norte da África. A Transat se envolveu brevemente com aviação na década de 1930 com a Air France Transatlantique, porém isto logo acabou em 1945. Além disso, a companhia desenvolveu um serviço de transporte de carga que cresceu continuamente até ocupar uma parte considerável de suas atividades.
Os navios da Transat eram muitas vezes obras simbólicas de seu tempo, destinados a transmitir uma imagem da França para o exterior. Da mesma forma, a qualidade dos serviços de bordo, principalmente das refeições e das bebidas, era feita com ênfase para uma clientela rica, especialmente norte-americanos ricos durante o período da Lei Seca. Mesmo anos depois do fim da empresa, seu legado continua a atrair colecionadores interessados em artefatos de suas embarcações, que são exibidos por meio de exposições e associações que buscam preservar documentos e objetos relacionados à memória da Transat.

## História

### Fundação

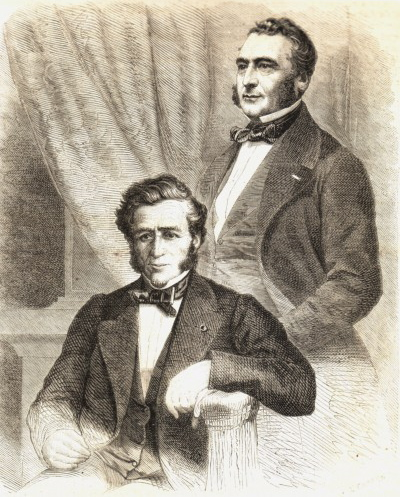
Os irmãos Émile e Isaac Péreire, os fundadores da Transat.

Os irmãos Émile e Isaac Péreire eram dois empresários que adquiriram várias empresas ferroviárias no século XIX, fazendo parte de uma corrente de industrialistas franceses que embarcaram em grandes negócios sob o reinado do imperador Napoleão III. A necessidade de uma marinha comercial francesa se fez cada vez mais urgente na década de 1850. Os Péreire também estavam à frente da Société Générale de Crédit Mobilier, uma instituição de crédito imobiliário, que se tornaria a principal acionista de sua empresa de navegação.
A Compagnie Générale Maritime foi fundada oficialmente no dia 24 de fevereiro de 1855, com o barão Adolphe d'Eichthal tornando-se seu primeiro presidente, posição que ocupou até 1861. A nova companhia baseou suas operações iniciais no negócio de bacalhau da Terra Nova, que fora estabelecido dois anos antes, tendo em sua frota um número de iates alugados. Os estatutos da Générale Maritime permitiam "todas as operações de construção, armamento e fretamento de todos os navios e, em geral, todas as operações de comércio marítimo". O começo da empresa mostrou-se uma grande desorganização: as linhas se multiplicavam de maneira anárquica, aproveitando as circunstâncias políticas e diplomáticas do momento. Dessa forma, uma boa parte de capital foi esgotada.
Essa desorganização levou a empresa próxima da falência, com os Péreire percebendo que, assim como no caso da britânica Cunard Line, eles precisavamse concentrar em um serviço de transporte de passageiros financiado por contratos postais. A ideia foi apresentada a Napoleão III, que foi seduzido pelo conceito e fez uma proposta, porém os irmãos recusaram por acharem que era muito baixa. Assim, a linha para a América do Norte foi entregue ao empresário Louis Victor Marziou, cujas empresas acabaram entrando em crise em 1860. Isaac Péreire escolheu este momento para renegociar um acordo com o Estado, com a Générale Maritime recebendo por vinte anos diversas linhas transatlânticas: Le Havre–Nova Iorque, Saint-Nazaire–Istmo do Panamá e três serviços auxiliares para Guadalupe, México e Caiena; o transporte de correios seria realizado nos mesmo navios. A companhia também se comprometeu a construir metade de sua frota na França. Em troca, o governo passou a pagar um subsídio anual. Em 1861, por decreto imperial, a empresa mudou de nome para Compagnie Générale Transatlantique a fim de melhor refletir suas novas funções.

### Primeiros serviços

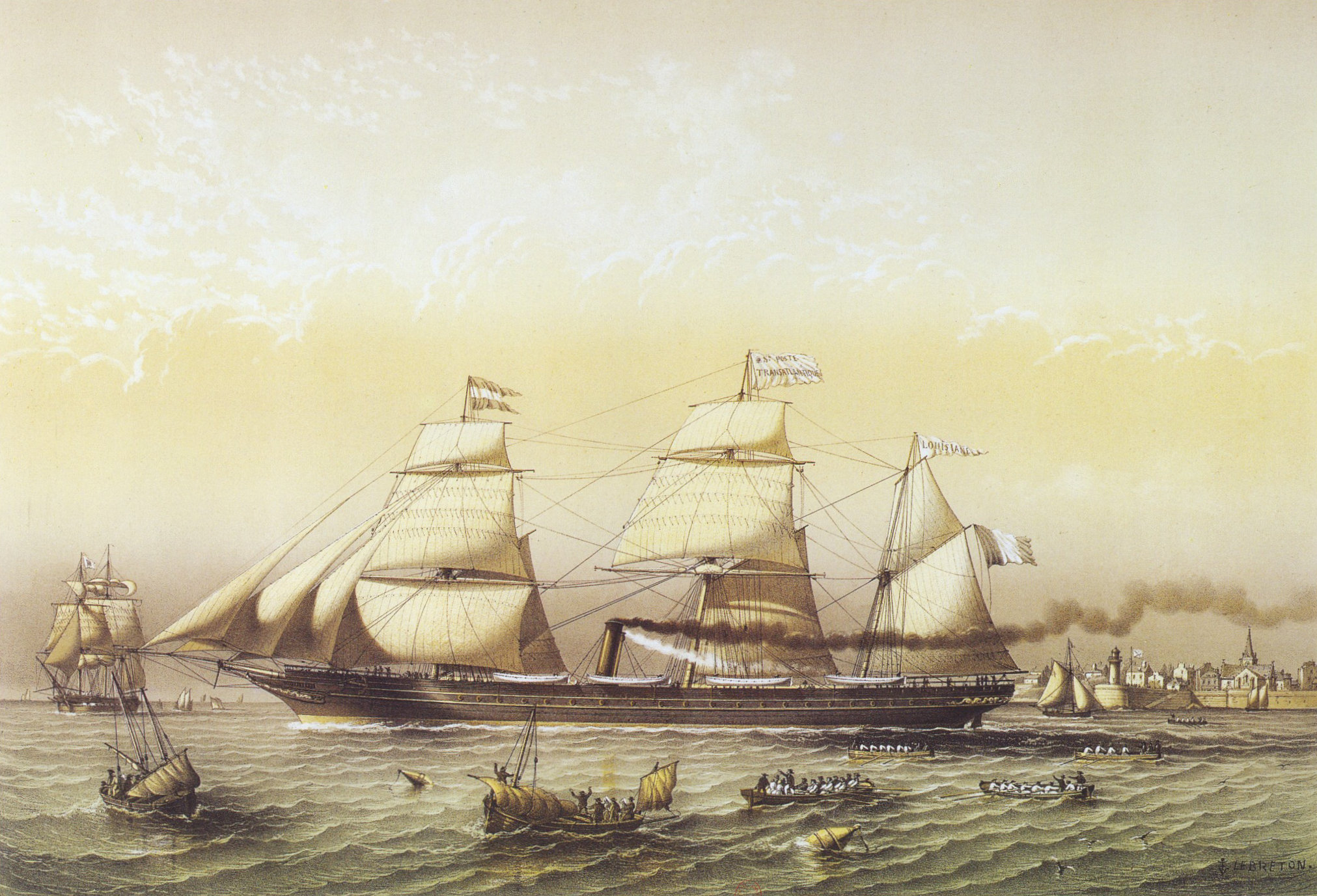
A partida do Louisianne para Veracruz, a inauguração da linha para o México.

Para poder atender o imperativo de construção na França, a Transat começou a procurar locais adequados. A construção de seus seis primeiros navios ocorreram no exterior, incluindo o SS Washington, a primeira embarcação na linha para Nova Iorque em 1864, mesmo com os Péreire sabendo dos altos preços cobrados pelos estaleiros estrangeiros. Entretanto, os valores cobrados pelo estaleiro francês em La Seyne-sur-Mer eram significantemente maiores. Assim, os irmãos compraram terras perto de Saint-Nazaire e fundaram as Chantiers et Ateliers de Saint-Nazaire, depois conhecidas como Chantiers de Penhoët. Estes foram projetados pelo engenheiro escocês John Scott, que foi para a França transmitir seus conhecimentos para os trabalhadores franceses. Inicialmente, esses estaleiros construíam apenas os cascos das embarcações, enquanto seus maquinários eram comprados em Creusot.
O SS Louisianne inaugurou em 1862, dois anos antes do previsto, a linha para o México, sendo o primeiro sucesso da empresa. A criação desta rota foi particularmente aguardada pelo governo francês devido a segunda intervenção francesa no México. O serviço postal para Nova Iorque foi inaugurado dois anos depois pelo Washington, SS France e SS Impératrice Eugénie, dentre outros. Essas embarcações tinham mais de cem metros de comprimento, porém eram arcaicos pois ainda eram impulsionados por rodas de água. No entanto, eles foram modificados em 1867 com hélices de propulsão que reduziam o consumo de carvão. A Transat foi capaz de, nessa época, conquistar novos mercados devido a Guerra Civil Americana e o enfraquecimento da frota dos Estados Unidos. Ao mesmo tempo, os Péreire criaram um serviço especial para imigrantes.
A situação econômica da Transat começou a se deteriorar rapidamente a partir de 1868 devido a uma crise no se tor de crédito imobiliário, que afetou fortemente a empresa pois ela ainda tinha a Société Générale de Crédit Mobilier como sua principal acionista, forçando as saída dos Péreire. Além disso, o fim do envolvimento francês no México diminuiu as receitas das linhas. Os dois irmãos, pouco antes de deixarem a companhia, tentaram compensar ao criarem uma rota entre o Panamá e Valparaíso, porém isto provou-se desastroso. A derrota do país em 1871 na Guerra Franco-Prussiana e as incertezas que se seguiram ao estabelecimento da Terceira República Francesa reduziram ainda mais o tráfego e os benefícios na rota transatlântica, ao mesmo tempo que a competição aumentou. Nessa época, em novembro de 1873, o SS Ville du Havre, um dos principais navios da linha para Nova Iorque, afundou com 226 pessoas a bordo depois de uma colisão. A situação da Transat era quase catastrófica.
Os irmãos Péreire foram chamados de volta para Transat em 1875 com o objetivo de tentarem garantir sua recuperação. Entretanto, Émile morreu no mesmo ano e consequentemente foi Isaac e seu filho Eugène Péreire quem assumiram as operações companhia. Eles expandiram suas atividades e aproveitaram a falta de concorrência para abrir em 1879 um serviço no Mar Mediterrâneo entre Marselha e Argel, na Argélia. A Transat no mesmo ano tornou-se uma sociedade anônima.

### Revisão da frota

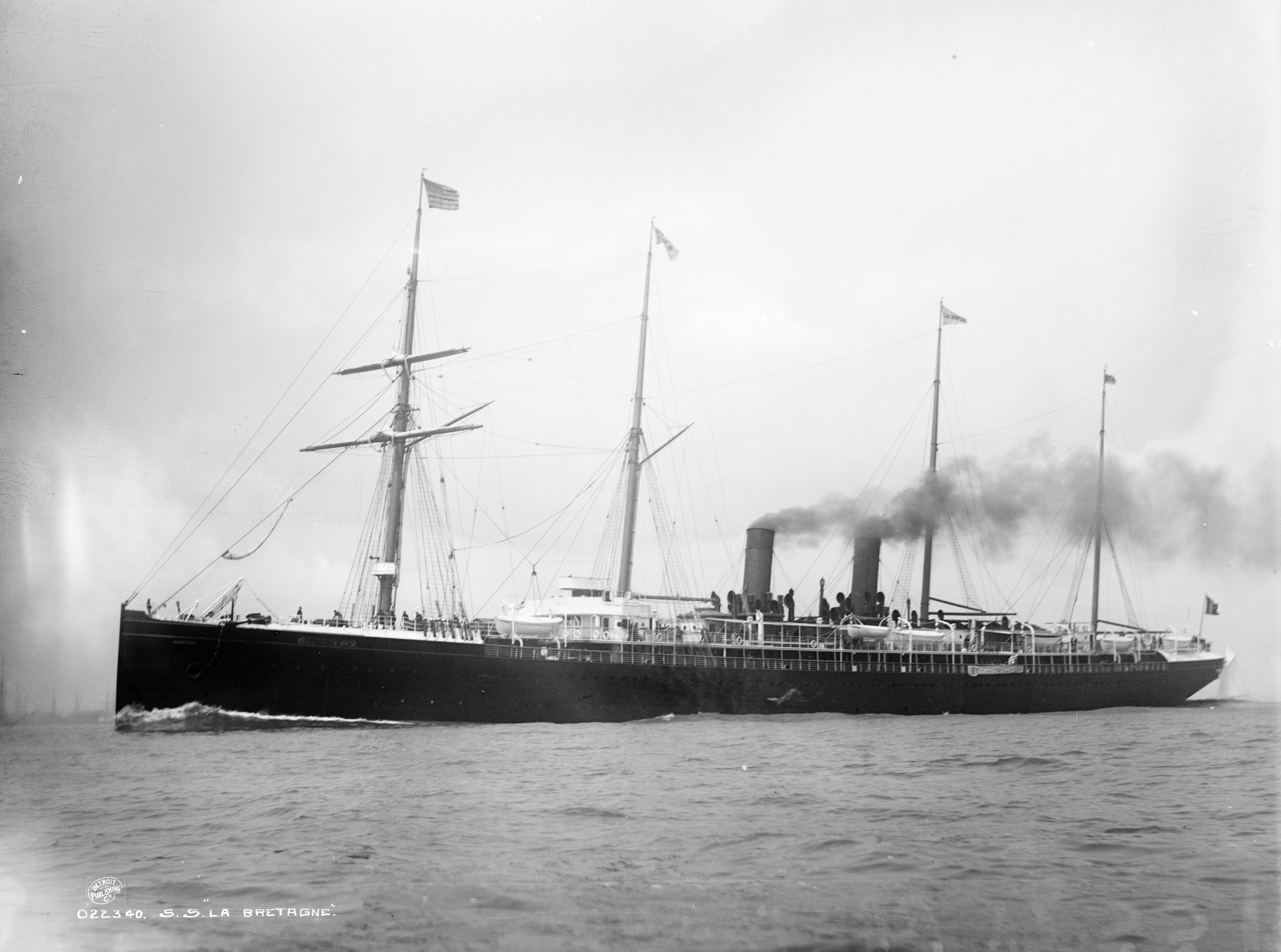
O La Bretagne, um de quatro navios de passageiros lançados em 1886.

A década de 1880 chegou com a necessidade da Transat construir navios novos e atualizados. O primeiro foi o SS La Normandie, que originalmente chamava-se Ville de New York, mas depois teve seu nome alterado para Normandie e em seguida para a versão final. Ele tinha 145 metros de comprimento e pesava 6 500 toneladas. Esta foi uma embarcação inovadora, a primeira da empresa a ser equipada com iluminação elétrica nas cabines. Ao mesmo tempo foi preciso renovar a concessão postal de 1861, que estava para vencer em 1885. Uma comissão governamental comprometeu-se a renová-la em 1883, sob a condição de que a Transat construísse rapidamente quatro navios a vapor que alcançassem uma velocidade de quinze nós, como já era o caso do La Normandie.
As quatro embarcações foram o SS La Champagne, SS La Bourgogne, SS La Bretagne e SS La Gascogne, colocados na linha de Nova Iorque em 1886, enquanto grande parte dos navios mais antigos foram transferidos para as rotas centro-americanas. A Transat passou a enfrentar uma concorrência estrangeira cada vez maior, mesmo com o elevado número de passageiros. O quarteto foi um sucesso imediato, quase dobrando as receitas da companhia em quatro anos. A qualidade das acomodações dos navios também foi importante e contribuiu para a promoção geral da Transat. A britânica White Star Line pouco depois colocou em serviço o RMS Teutonic, enquanto a Inman Line estreou o SS City of New York, forçando a empresa francesa a responder, o que resultou na estreia do SS La Touraine de 1891. Ele era ligeiramente maior que seus predecessores, porém especialmente mais rápido, mas mesmo assim ficava abaixo do desempenho de seus concorrentes. Nesse período o La Normandie teve suas caldeiras substituídas por versões mais modernas, especialmente para aproveitar a Exposição Universal de 1893 que seria realizada nos Estados Unidos. O La Touraine, a partir de 1894, também passou a ser usado como cruzeiro de luxo pelo Mediterrâneo, especialmente em Constantinopla.

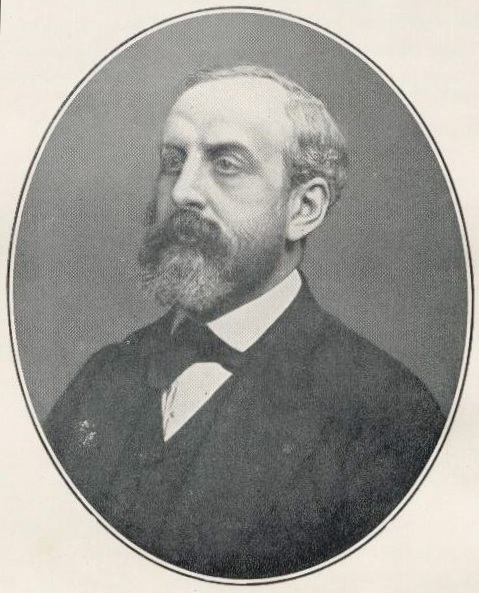
Eugène Péreire, presidente da Transat entre 1875 e 1904.

O final da década de 1890 foi ruim para a empresa. A Guerra Hispano-Americana, uma crise econômica, mudanças na legislação alfandegária e uma epidemia de cólera na França reduziram o tráfego de passageiros, ao mesmo tempo que surgiram navios maiores e melhores em outros países, como o alemão SS Kaiser Wilhelm der Grosse e o britânico RMS Oceanic. Além disso, houve novos desastres marítimos para a Transat, incluindo o abandono do SS Ville de Saint-Nazaire e o desaparecimento do SS Pauillac, que fora comprado de outra empresa por um preço baixo e estava em más condições. Pior ainda foi o naufrágio do La Bourgogne em 1898, vitimando 568 pessoas. Foi o maior desastre da história da empresa até então, deixando forte impressão no público, que rapidamente determinou que a Transat era a responsável.
Ao mesmo tempo, a Transat estava lutando para poder renovar sua frota. O La Touraine era a capitânia da companhia, porém já estava ultrapassado. Era necessário também uma renovação da concessão postal a fim de adaptar-se às novas exigências do mercado, algo que foi difícil e só foi alcançada na virada de 1897 para 1898. Só depois disso a empresa foi capaz de inaugurar o SS La Lorraine e o SS La Savoie, que entraram em serviço em 1900 e 1901. Embora fossem maiores que o La Touraine, possuindo 170 metros de comprimento e onze mil toneladas, tinham dificuldade de competir em tamanho com navios como o RMS Celtic, que ainda assim tinham uma velocidade menor.
Um problema crescente na virada do século era Eugène Péreire, então presidente da Transat, que estava quase cego e surdo e cada vez mais senil. Ele foi finalmente tirado do cargo em 1904 quando o conselho administrativo foi renovado. Isto marcou o fim do período dos Péreire à frente da empresa. Ele foi sucedido por dois homens que marcariam a empresa: Jules Charles-Roux e John Dal Piaz.

### Luxo e velocidade

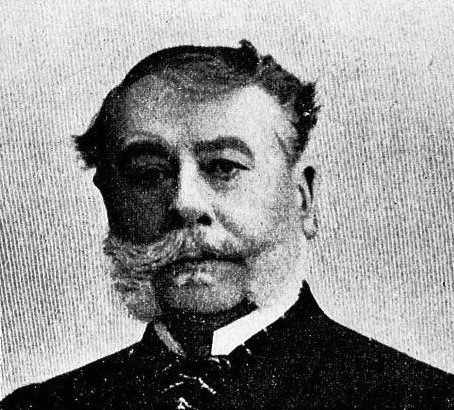
Jules Charles-Roux, presidente da Transat entre 1904 e 1918.

A chegada da nova administração liderada pelo presidente Jules Charles-Roux trouxe consigo uma nova política para reconquistar os passageiros que tinham se afastado. Charles-Roux tirou proveito de várias viagens para os Estados Unidos para encontrar-se com diversos empresários ricos e ganhar sua lealdade para os navios da Transat. Ele também decidiu mudar a filosofia da companhia visando atender uma nova clientela. A corrida pela velocidade estava ficando cada vez mais irrelevante, com o preço do carvão não fazendo viagens rápidas muito lucrativas. Charles-Roux e a maioria dos engenheiros da empresa concordavam com isso, considerando que a velocidade das embarcações tinha chegado a um patamar que só seria superado por uma mudança tecnológica. A britânica White Star Line havia chegado às mesmas conclusões alguns anos antes, levando ao lançamento de seus Big Four no início do século.
Os últimos projetos da filosofia antiga foram concretizados nesse período, particularmente o SS La Provence. Foi a terceira embarcação a ser construída de acordo com a concessão postal do final do século XIX, sendo significantemente maior que seus antecessores com 190 metros de comprimento e treze mil toneladas. Ele alcançou uma velocidade respeitável ao entrar em serviço em 1906, conseguindo inclusive vencer o SS Deutschland, um dos transatlânticos mais rápidos da época, em uma corrida midiatizada feita entre as famílias Rockefeller e Vanderbilt. Passageiros ricos foram adquiridos gradualmente, com inovações tecnológicas tendo sido implementadas: o La Provence foi o primeiro navio da Transat a ser equipado com um telégrafo sem fio. Isto permitia que os passageiros se comunicassem com o continente, porém, era usado especialmente para receber notícias do mundo. Também foi criado jornal de bordo, chamado de L'Atlantique.
Ao mesmo tempo, a Transat iniciou um serviço de transporte de mercadorias ao colocar uma frota de grandes navios de carga nas linhas para a África, Nova Iorque e especialmente para a América Central, que enviava de volta uma série de produtos exóticos. O peso das mercadorias transportadas pela empresa triplicou entre 1903 e 1913. O transporte de imigrantes também foi aprimorado, com a empresa se beneficiando de uma melhoria obrigatória nas condições de transporte marítimo de imigrantes. Em 1907, foi a quinta maior companhia a transportar imigrantes para os Estados Unidos, sendo a segunda no sentido oposto.

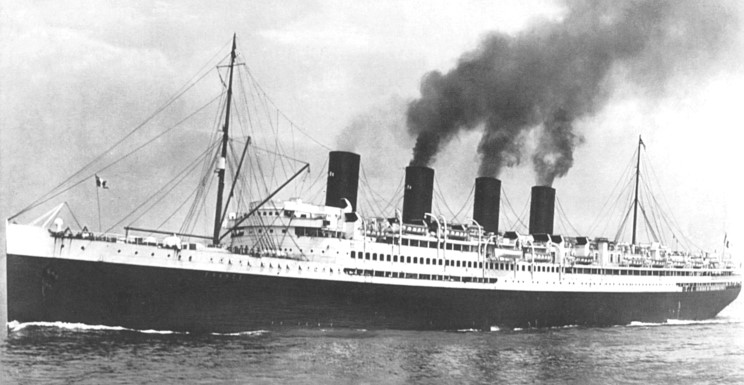
O France, primeiro grande navio luxuoso da Transat, que entrou em serviço em 1912.

O SS France foi colocado em serviço em 1912, tornando-se o primeiro e único transatlântico francês na história a possuir quatro chaminés. Apesar de ficar bem abaixo de seus competidores em termos de tamanho, tinha uma velocidade média considerável de 24 nós e 210 metros de comprimento. Seus luxuosos interiores lhe valeram o apelido de "Versalhes do Atlântico", rapidamente atraindo passageiros leais. A Transat também lançou em 1908 o SS Chicago e em 1911 o SS Rochambeau com o objetivo de atrair os passageiros menos abastados. Eles eram menores e mais lentos, fazendo com que seus custos de operação fossem mais baratos para a companhia já que transportavam principalmente imigrantes, com os serviços oferecidos sendo muitas vezes superiores aos grandes transatlânticos da época. Isto rapidamente provou-se eficaz e esse tipo de embarcação, junto com os navios mais luxuosos, serviram de trampolim para o sucesso da Transat no começo do século.
Uma nova concessão postal foi acordada com o governo francês em 1913, exigindo da companhia a construção de três navios novos até 1932. O primeiro deles seria o SS Paris, que foi colocado imediatamente em construção nas Chantiers de Penhoët, com a intenção sendo que fosse muito mais imponente que o France, incluindo em termos de transporte de imigrantes. A embarcação estava prevista para ser finalizada em 1916, porém sua construção foi atrasada pela Primeira Guerra Mundial. O período da Transat sob o comando de Charles-Roux foi particularmente próspero, com as receitas das linhas principais quase duplicando entre 1905 e 1913. Entretanto, os custos operacionais aumentaram, com a frota da companhia antes da guerra começar sendo formada por 84 navios. Seus números eram comparáveis aos de seus concorrentes, com a Transat sendo a empresa líder dentre as francesas.

### Primeira Guerra Mundial
A atividade da Transat foi interrompida pelo começo da Primeira Guerra Mundial em agosto de 1914. Foi dada a ordem de que todos os navios da empresa ficassem ancorados nos portos que estavam até segunda ordem. Entretanto, a demanda por viagens era grande, já que muitos norte-americanos estavam ansiosos para deixarem a Europa e voltarem para casa. A empresa acabou tomando a decisão de, pela própria conta e risco, colocar o Chicago e o France para fazerem duas travessias transatlânticas. A operação acabou gerando a maior receita da história da empresa em travessias únicas. A interrupção das atividades foi breve, já que o governo francês insistia que o serviço postal fosse mantido. Seguiu-se mais uma onda de partidas para a América do Norte, com o número de passageiros diminuindo depois disso. O France foi então tirado do serviço, sendo substituído na linha para Nova Iorque por navios menores como o Chicago, Rochambeau, La Touraine e SS Espagne.

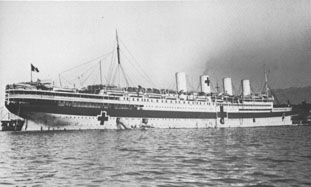
O France como navio hospital em 1916.

A maior participação da empresa foi em operações militares. O governo francês requisitou 37 navios da Transat, aproximadamente dois quintos de sua frota total. A companhia, seguindo o exemplo de britânicos e alemães, havia projetado muitas de suas embarcações para poderem também servir como cruzadores auxiliares em caso de guerra. Este acabou sendo o caso com o La Provence, La Savoie, La Lorraine e La Touraine, que foram requisitados desde o início do conflito para ajudarem a garantir o bloqueio marítimo contra a Alemanha. Entretanto, os dois últimos rapidamente foram devolvidos para o serviço postal.
A frota da Transat acabou sendo necessária no Oriente Médio depois do conflito também ter se espalhado para a região. Navios como o France e o SS Charles-Roux foram convertidos em navios hospitais para poderem atender aos feridos. O France também foi utilizado para transportar tropas da América do Norte para as regiões de conflito. Os navios cargueiros da empresa continuaram servindo comercialmente pela Europa transportando bens extremamente necessários para o esforço de guerra.
A guerra causou muitas perdas para a empresa, particularmente nas mãos de submarinos alemães. Trinta navios da Transat foram perdidos no conflito, com ela se esforçando para substituir rapidamente as perdas por embarcações de carga capazes de continuar o esforço de guerra. Por sua vez, os navios que sobreviveram retornaram em mau estado. A maior perda foi o La Provence, o segundo maior da Transat, que afundou em 1916 com mais de mil pessoas a bordo.
Um amplo programa de reconstrução foi colocado em andamento ao final da guerra, incluindo encomendas vindas da Reino Unido. Uma nova era estava para começar para a Transat, um sentimento reforçado pela morte de Charles-Roux em 1918. Seu sucessor imediato na presidência foi Gaston de Pellerin de Latouche, que ocupou o cargo por dois anos até também morrer em 1920, sendo então sucedido por John Dal Piaz, que tinha uma longa e distinta carreira na empresa desde a época de Eugène Péreire.

### Pós-guerra

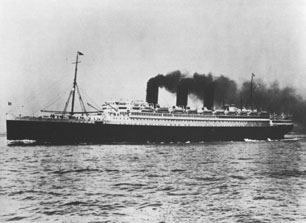
O Paris teve sua construção iniciada antes da Primeira Guerra e foi finalizado em 1921.

A Transat recebeu alguns navios alemães menores como reparação das perdas de guerra, especificamente três navios de passageiros pequenos e três cargueiros, porém nunca geraram lucros. A construção do Paris foi finalmente concluída em 1921, proporcionando à empresa uma nova capitânia, tendo sido seguido por várias outras embarcações até 1924 como o SS Cuba, destinado ao serviço na América Central, e o SS De Grasse, que deu continuidade ao serviço iniciado pelo Rochambeau. Também foram construídos diversos navios de carga, elevando a frota total da Transat para cem embarcações no final da década de 1920.
Os principais navios da companhia desfrutaram de grande sucesso nos anos pós-guerra ao transportarem um grande fluxo de imigrantes vindos da Europa Central em direção aos Estados Unidos, também ganhando a lealdade de passageiros mais ricos. Algumas cabines do France chegaram a ser leiloadas. As leis de imigração norte-americanas foram mudadas em 1924 e isso deixou as terceiras classes dos navios menos lucrativas, forçando as empresas a se adaptarem. A Transat estava mais bem adaptadas às circunstâncias já que suas embarcações tinham terceiras classes bem menores que seus competidores britânicos. Entretanto, sua frota era inferior às da Cunard e White Star, assim foi decidido construir um novo grande navio.
O SS Île de France foi lançado em 1927, sendo um navio ligeiramente maior que o Paris, porém mais moderno. Sua primeira classe ocupava um espaço maior, enquanto as áreas de imigrantes foram reduzidas. Uma catapulta de hidroavião foi instalada com o objetivo de encurtar o tempo de entrega do correio, permitindo que as malas postais chegassem um dia antes. O transatlântico era particularmente luxuoso, atraindo um grande público que o apelidou de "Rua da Paz do Atlântico". A linha norte-africana recebeu a adição do SS Lamoricière. Dal Piaz criou em 1925 a Sociedade Norte-Africana de Viagens e Hotéis para diversificar as atividades da empresa e propor aos passageiros roteiros turísticos.
O número de passageiros na Transar aumentou enormemente no decorrer da década de 1920, sendo beneficiada ainda mais pela aprovação da Lei Seca nos Estados Unidos, que fez com que muitos norte-americanos viajassem em navios francesas para poderem beber álcool. Dal Piaz morreu em 1928 após uma breve doença. Sua morte repentina desestabilizou a companhia, com André Homberg sendo escolhido para sucedê-lo na presidência.

### Grande Depressão

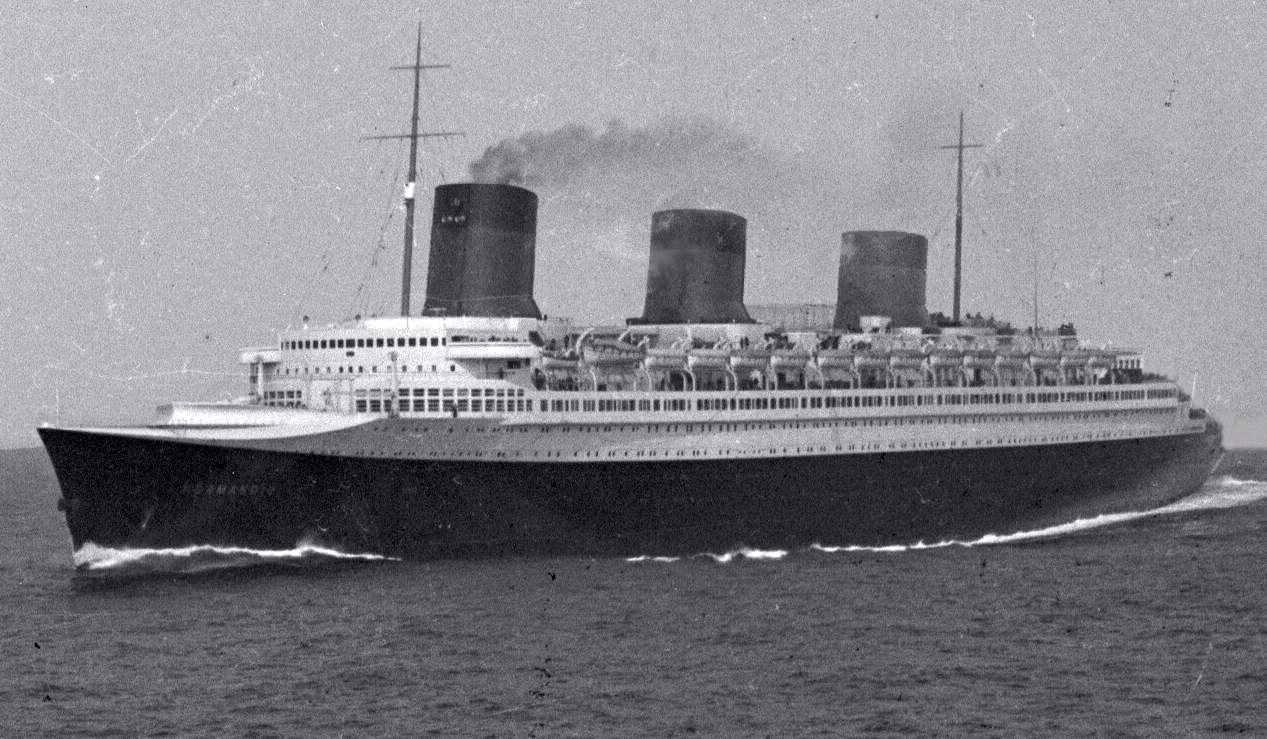
O Normandie foi o maior e mais veloz navio do mundo ao entrar em serviço em 1935.

Dal Piaz estabeleceu as bases para uma nova renovação da frota da Transat pouco antes de morrer. Estas incluíam novos navios para a linha transatlântica a fim de substituírem o France e o Rochambeau. Para entrar no lugar deste último, o SS Champlain entrou em serviço em 1932, sendo um navio focado na classe cabine e menor e mais lento que outros transatlânticos da época, além do SS Lafayette, que era ainda menor. O SS Colombie foi colocado em serviço para a rota da América Central. Vários navios cargueiros também foram construídos, notavelmente a Classe San. Por fim, foram iniciados estudos para o projeto de uma nova embarcação a fim de servir a linha até Nova Iorque, chamado provisoriamente de "Super Île de France" ou "T6". A Transat pegou empréstimos do governo francês para poder cobrir suas despesas cada vez maiores.
Esses projetos foram colocados em andamento na época da Grande Depressão. As receitas da empresa caíram ao mesmo tempo que as despesas aumentaram, com a Transat ficando à beira da falência e precisando recorrer ao governo francês, especialmente para renegociar sua convenção postal. A construção do T6 enfrentou problemas e seu lançamento foi adiado para além de 1932, quando havia sido originalmente acordado. O governo concordou em auxiliar a companhia sob a condição de que ela se tornasse uma sociedade mista. A presidência foi brevemente passada para Raoul Dautry até o controle ser transferido para dois homens nomeados pelo Estado: Marcel Olivier como presidente e Henri Cangardel como diretor-administrador-geral. Foi realizada uma reavaliação geral das finanças e análises dos navios. Embarcações mais antigas como o France foram desmontadas, enquanto outros como o Paris foram colocados em rotas de cruzeiro durante a baixa temporada. A convenção postal também foi renegociada em termos favoráveis a empresa.
A construção do T6, agora já nomeado como SS Normandie, continuou mas sob controvérsia. Parte da opinião pública acreditava que o dinheiro investido no navio poderia ser melhor utilizado. Entretanto, para a Transat, um investimento enorme já tinha sido feito e parar as obras faria a empresar ter um prejuízo gigantesco. Cangardel, Olivier e o engenheiro Jean Marie iniciaram um grande tour de mídia em 1935, realizando diversas conferências de imprensa com o objetivo de exaltar os méritos do Normandie. Ele realizou sua viagem inaugural em maio e ganhou a Flâmula Azul de travessia transatlântica mais rápida. Foi a primeira vez que a França conseguiu ter o maior e mais rápido navio do mundo. A Transat ganhou enorme prestígio com o navio, diminuindo um pouco o impacto da crise financeira. Uma competição significativa chegou logo no ano seguinte com o lançamento do britânico RMS Queen Mary da Cunard, uma embarcação de tamanho, luxo e velocidade semelhantes. Seu concorrente britânico acabou ficando mais popular com o público viajante e o Normandie passou a navegar com apenas sessenta por cento de suas cabines ocupadas.

### Segunda Guerra Mundial

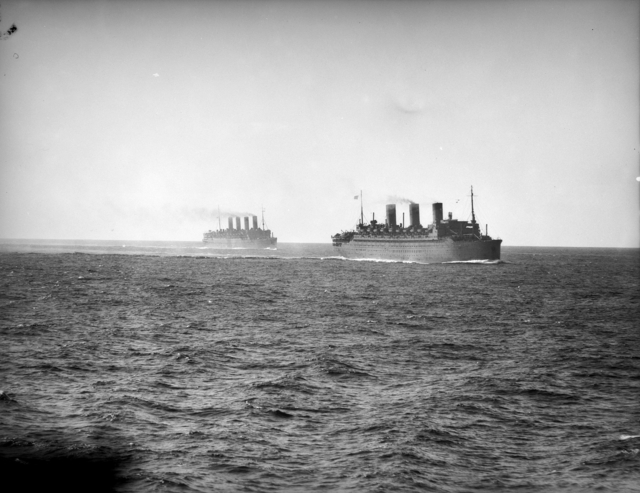
O Île de France (direita) durante a Segunda Guerra junto com o RMS Aquitania (esquerda).

A Segunda Guerra Mundial começou em setembro de 1939 e a Transat foi mais uma vez convocada pelo governo francês para auxiliar no esforço de guerra. Seus principais navios, como o Normandie e o Île de France, foram deixados ancorados em Nova Iorque por segurança. Na época parecia que o conflito seria uma guerra de atrito, assim as embarcações menores da empresa logo retomaram seus serviços normais, mesmo com as operações marítimas da Alemanha Nazista. A conquista da França pela Alemanha em junho de 1940 e a subsequente ocupação mudaram as coisas. O novo regime da França de Vichy reorganizou rapidamente a gestão da Transat: Marie, presidente desde 1939, foi demitido e substituído por Cangardel. O começo da guerra também causou perdas, com o Champlain batendo em uma mina em 1940. Além disso, o conflito paralisou todo o tráfego comercial no Atlântico Norte, com a empresa focando suas atividades na rota para o Norte da África.
Nem todos os navios da companhia ficaram sujeitos à França de Vichy. O Normandie permaneceu em Nova Iorque sob a vigilância das autoridades norte-americanas por temores de uma possível sabotagem. Após o Ataque a Pearl Harbor, o governo dos Estados Unidos tomou a embarcação para empregá-la no esforço de guerra. Ele foi rebatizado como USS Lafayette e começou a ser convertido em um navio de transporte de tropas, porém pegou fogo durante as obras em fevereiro de 1942 e emborcou. Assim, o maior navio da Transat foi perdido após ficar apenas quatro anos em serviço comercial. O Île de France por sua vez conseguiu deixar Nova Iorque e viajar até Singapura, onde foi tomado pelo Reino Unido em 1941. Ele viajou sob a bandeira britânica como navio de transporte de tropas, transportando trezentos mil soldados pelo Atlântico e Índico.
Marie voltou para a presidência da empresa após a libertação da França em 1944. Ao final do conflito em 1945, de todos os grandes navios da Transat, apenas o Île de France sobreviveu, porém ainda precisou passar por enormes reformas para poder retornar ao serviço comercial. O Paris tinha pegado fogo em abril de 1939, pouco antes da guerra, enquanto estava em sua doca em Le Havre, emborcando e permanecendo no local até 1947. No total, a companhia perdeu treze transatlânticos e quarenta navios de carga, equivalendo a sessenta por cento de sua frota nas duas categorias. Dois terços de suas embarcações foram perdidas.

### Reconstrução

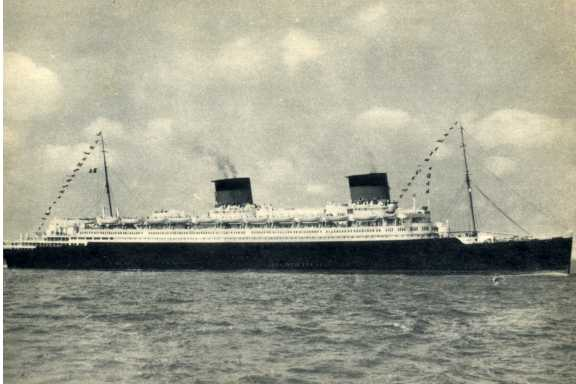
O alemão Europa foi entregue a Transat como reparação pela perda do Normandie, sendo renomeado como Liberté.

O principal objetivo de Marie e da Transat depois da guerra era reconstruir toda sua frota. A empresa não foi capaz de restabelecer rapidamente um serviço transatlântico pois o Île de France fora colocado em um processo de restauração e o resto de suas grandes embarcações tinham sido perdidas. A retomada das operações só foi possível com o retorno do De Grasse em 1947, com o Île de France voltando dois anos depois. Os Estados Unidos, a fim de compensar a perda do Normandie, pelo qual tinham sido responsáveis, entregaram a Transat como reparação o navio alemão SS Europa, que foi depois disso renomeado como SS Liberté. Entretanto, a embarcação sofreu um acidente no porto do Le Havre pouco antes de suas reformas e acabou naufragando parcialmente. Ele foi levantado e parcialmente reconstruído nas Chantiers de Penhoët, entrando em serviço apenas em 1950.
Para poder substituir o grande número de navios de carga perdidos na guerra, a Transat adquiriu 32 embarcações norte-americanas da Classe Liberty. O governo francês também envolveu-se nos projetos de reconstrução proporcionando apoio financeiro para o restabelecimento da frota de cargueiros. A empresa carregou muitas toneladas de carga no processo de reconstrução da França, com o transporte de mercadorias sendo sua principal atividade. Outro acidente ocorreu em 14 de abril de 1947, quando o SS Grandcamp, um dos navios da Classe Liberty, carregado de nitrato de amônio, explodiu em Texas City nos Estados Unidos.
A recuperação do tráfego de passageiros foi gradual. Ela começou de forma lenta no final da década de 1940, porém cresceu constantemente na década seguinte. O Liberté e o Île de France transportaram em 1952 mais passageiros que os cinco maiores navios da empresa tinham transportado em 1938. As linhas para o Norte da África e para as Antilhas conseguiram manter-se estáveis, apesar do crescimento do transporte aéreo. A gestão da Transat, particularmente de Marie, manteve-se convencida de que os aviões e os navios teriam papéis complementares no futuro, um oferecendo viagens rápidas e o outro uma viagem mais confortável. Os números inicialmente apoiavam essa percepção: o total de passageiros marítimos estava em ascensão enquanto os passageiros aéreos permaneciam moderados.
Entretanto, a frota da Transat já era antiga e tinha uma capacidade menor que seus competidores estrangeiros. Foi particularmente difícil competir contra os britânicos Queen Mary e RMS Queen Elizabeth da Cunard, o norte-americano SS United States da United States Lines e também o italiano SS Andrea Doria da Italia di Navigazione. A empresa respondeu inicialmente apenas com o SS Flandre, embarcação de porte pequeno destinada a substituir o De Grasse, além de seu irmão SS Antilles, que foi colocado na rota da América Central. Os lucros diminuíram gradualmente à medida que a frota envelhecia, sendo necessária a construção de um novo navio.

### Últimos anos
O Île de France foi aposentado em 1959, tendo servido durante 32 anos e ainda gozando de boa popularidade. O Liberté também foi retirado do serviço em 1960 após uma carreira de trinta anos, mesmo a Convenção Postal ter estimado sua vida útil em 25 anos. Marie acreditava que era essencial para a Transat a construção de uma nova embarcação para carregar a bandeira, assegurando por si o tráfego anteriormente realizado por dois ou três navios. Disso surgiu o SS France, que entrou em serviço em 1962. O navio era rápido e o maior do mundo até então. Entretanto, o mercado era acirrado: as três grandes embarcações transatlânticas capazes de viajar a mais de trinta nós (Queen Mary, Queen Elizabeth e United States) acumulavam juntas quase um quarto do número total de passageiros, com o restante ficando distribuído entre sessenta navios menores. O France acabou cometendo o erro de dedicar oitenta por cento de sua capacidade para a classe turística, já que as empresas aéreas estavam em ascensão e a maior parte dos passageiros menos favorecidos preferiam realizar a travessia de avião.
A empresa no mesmo período estava passando por grandes mudanças internas em sua gestão. Marie alcançou a idade de aposentadoria obrigatória em 1961 e precisava ser substituído. Esperava-se que seu sucessor fosse Edmond Lanier, gerente-geral da Transat, porém quem acabou ficando com o cargo foi Gustave Anduze-Faris, então presidente da Messageries Maritimes, que ficou na posição por apenas dois anos até também alcançar a idade de aposentadoria em 1963. Ele foi substituído por Pierre Renaud, que também sofreu o mesmo destino em 1964. Lanier então finalmente tornou-se o presidente da companhia, mantendo o cargo pelos dez anos seguintes.
Há anos que a Transat operava principalmente navios de carga. Entretanto, era primordial para Lanier a defesa do France como um símbolo da empresa, mesmo com os déficits operacionais do navio aumentando no decorrer da década de 1960. Várias soluções diferentes foram pensadas, com a escolhida tendo sido empregar a embarcação em viagens de cruzeiros. Ela partiria do porto às sexta-feiras e retornaria às terças-feiras, ficando fora por todo o fim de semana e permitindo um retorno de avião ao final. A linha transatlântica na época estava ficando cada vez menos lucrativa e os números de navios na rota estavam diminuindo. Vários cruzeiros com o France foram organizados, incluindo um "imperial" em 1969 a fim de celebrar o bicentenário do nascimento de Napoleão Bonaparte, com outros dois grandes cruzeiros ao redor do mundo sendo realizados em 1972 e 1974. Entretanto, o navio fora projetado para o clima frio do Oceano Atlântico e não estava adaptado para o calor tropical, transformando sua operação integral como cruzeiro algo muito caro.

### Fim da Transat

Logo da CMA CGM, sucessora da Compagnie Générale Maritime, formada em parte pela Transat, que hoje é uma das maiores empresas de transporte marítimo do mundo.

A operação do France ficou ainda menos lucrativa após a Crise Petrolífera de 1973. O governo francês anunciou em fevereiro de 1974 que deixaria de fornecer o subsídio compensatório que até então permitia que a embarcação continuasse navegando. Lanier, que era o maior defensor do navio, havia se aposentado em setembro de 1973 e morreu em outubro do ano seguinte. Ao mesmo tempo, em setembro de 1974, a tripulação do France se amotinou logo depois de chegarem ao porto de Le Havre ao final de uma travessia. Ele foi finalmente tirado dos serviço no final de outubro, tendo sido a última embarcação da Transat a navegar.
A empresa ao mesmo tempo estava chegando ao seu fim. Foi decidido que deveria ser completado totalmente o processo iniciado na década de 1950 de dedicar uma parcela cada vez maior da frota para carga. O governo criou por decreto oficial em dezembro de 1973 a Compagnie Générale Maritime, e no ano seguinte o estado francês cedeu para à nova empresa todas suas ações da Transat e da Compagnie des Messageries Maritimes, cuja atividade foi muito afetada pela descolonização e pelo crescimento do transporte aéreo. As duas companhias se fundiram totalmente em 23 de fevereiro de 1977, com a Compagnie Générale Maritime iniciando suas atividades dentro da área muito mais lucrativa do transporte marítimo de cargas.
As linhas mediterrâneas da Transat já haviam em 1969 se fundido com a Compagnie de Navigation Mixte, o que levou a criação da Compagnie Générale Transméditerranéenne, que mais tarde tornou-se a Société Nationale Maritime Corse Méditerranée. A Compagnie Générale Maritime por sua vez foi comprada em 1996 pela Compagnie Maritime d'Affrètement, fundindo-se para formarem a CMA CGM, hoje uma das maiores empresas de transporte marítimo do mundo.

## Atividades

### Linhas

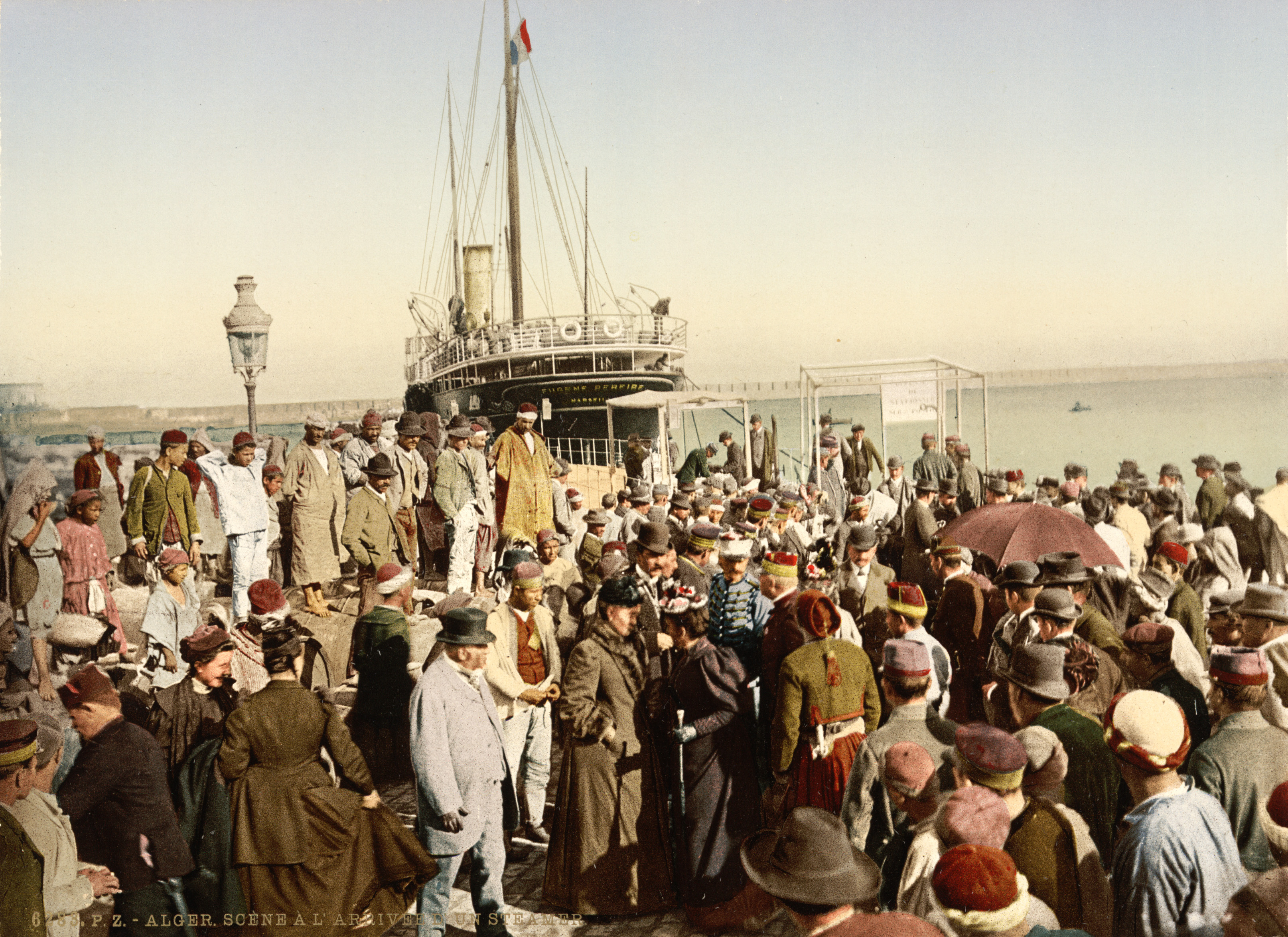
O SS Eugène Péreire chegando em Argel na colônia da Argélia em 1899.

A principal linha comercial operada pela Transat durante foi a transatlântica Le Havre–Nova Iorque, inaugurada em 1864 e mantida quase continuamente até 1974. Nesta foram negociadas as maiores concessões postais, onde a clientela era maior e onde os maiores navios navegavam. As embarcações mais prestigiadas da Transat, começando com o La Champagne e indo até o France, foram construídas especificamente para a rota transatlântica, sendo de onde a companhia tirava metade de suas receitas. Isto não impedia que os navios fossem usados como cruzeiros durante a baixa temporada, como os cruzeiros mediterrâneos do La Provence, as viagens para o Brasil feitas pelo Normandie ou os grandes cruzeiros ao redor do mundo a bordo do France.
Linhas para a América Central e para as Índias Ocidentais também eram muito exploradas. A linha mexicana, na verdade, fora a primeira estabelecida pela Transat em 1862. Vários dos navios da empresa eram colocados nesta rota depois de serem aposentados da linha de Nova Iorque. Mesmo assim, várias grandes embarcações foram construídas especificamente para servirem à área, como o Cuba, Colombie e l'Antilles. O serviço de carga para a região ficou cada vez mais popular, especialmente depois da Primeira Guerra Mundial, transportando grandes quantidades de rum, açúcar e bananas.
A Transat conseguiu em 1879 a permissão para operar uma linha nova em relação às suas outras, aquela que ligava Marselha com Argel, na colônia da Argélia. Esta rota exigia navios diferentes, projetados especificamente para travessias curtas, rapidamente tornando-se um mercado próspero e com várias embarcações de prestígio, como o SS Ville d'Alger, que bateu na década de 1930 o recorde de velocidade na linha, e o Lamoricière, que naufragou em 1942 em meio uma tempestade. O tráfego de mercadorias também foi crescendo aos poucos, especialmente de cereais, frutas e vinho, que compensavam as perdas causadas pela concorrência dos aviões no transporte de passageiros.

### Aviação
Embora a Transat sempre dedicou-se totalmente ao transporte marítimo, ela não permaneceu em total ignorância ou resistência sobre os progressos realizados na primeira metade do século XX no mundo da aviação civil. Este novo meio de transporte apareceu como uma nova ferramenta possivelmente valiosa na missão postal da empresa. Assim, Dal Piaz ordenou em 1928 que uma catapulta de hidroavião fosse instalada no Île de France, permitindo que o correio fosse entregue um dia antes da chegada do navio. A ascensão de Cangardel na década de 1930 para os principais cargos da Transat aumentou o foco nessa área. Ele alguns anos antes havia sido comissionado para participar de estudo da Compagnie Générale Aéropostale. Cangardel dessa forma ficou amigo de pilotos famosos como Jean Mermoz e Antoine de Saint-Exupéry. A Air France foi criada em 1933, porém a nova empresa ainda não representava ameaça para a linha transatlântica pois nenhuma conexão aérea ainda era possível.
Foi nesse contexto que surgiu a Air France Transatlantique em 1937, na qual a Transat ocupou posição de destaque com o objetivo de trazer toda sua experiência já adquirida nas linhas do Oceano Atlântico. Enquanto a companhia aérea estudava as várias rotas possíveis, a empresa marítima compartilhou seus conhecimentos no campo da meteorologia, continuando a realizar estudos a bordo do navio meteorológico SS Carimaré. A Air France Transatlantique fez doze voos da França até os Estados Unidos passando pelos Açores entre 1937 e 1939, bem como o primeiro voo sem paradas entre Nova Iorque e Biscarrosse. A Segunda Guerra Mundial atrapalhou a evolução do negócio e representantes da Transat acabaram excluídos da empresa aérea em 1945, pouco antes dela ser fundida com a Air France.
Apesar do fracasso da Air France Transatlantique, a Transat não permaneceu alheia ao tráfego aéreo. Apesar de seus líderes subestimarem a concorrência de aviões na rota transatlântica, por outro lado estavam completamente conscientes do seu poder em linhas mais curtas como as do Mar Mediterrâneo, principalmente entre Marselha e Argel. Várias companhias foram surgindo na linha, assustando tanto Transat quanto Air France. Lanier decidiu dar apoio financeiro ao transporte aéreo no desejo de envolver sua empresa no negócio. Ele fez acordos e parcerias com a Air France e a Transat acabou contribuindo na criação da Compagnie Générale de Transports Aériens Air Algérie. Esta nova empresa mostrou-se extremamente promissora, porém a Independência da Argélia em 1962 acabou com o negócio.

## Frota

### Tecnologia

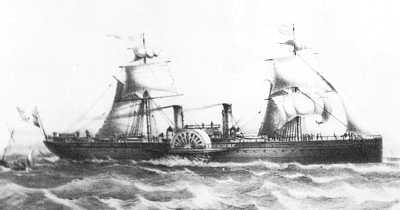
O Impératrice Eugénie, um dos primeiros navios da Transat, empregava um sistema misto de velas e propulsão a vapor.

A Transat desde o início de suas operações foi adotando inovações tecnológicas de forma gradual. Este foi o caso particularmente no quesito propulsão. O Washington, ao entrar em serviço em 1864, era equipado com rodas de pás. Ele acabou convertido quatro anos depois e tornou-se o primeiro navio da empresa a ser impulsionado por duas hélices, permitindo velocidades mais elevadas e melhor resistência. Os passageiros nessa época ainda demonstravam certa desconfiança sobre a propulsão a vapor, com todas as embarcações da Transat sendo equipadas com mastros de velas até a década de 1890. Seu primeiro navio totalmente a vapor foi o La Normandie, porém o La Champagne e seus irmãos ainda possuíam velas. A última embarcação da empresa a adotar um sistema misto foi a La Touraine em 1891. Considerou-se então que múltiplas hélices eram uma boa precaução em caso de falha. Os mastros não foram abandonados, pois serviam de suporte para o cesto de gávia dos vigias, para luzes de suporte e cabos.
Outras formas de propulsão também começaram a ser estudadas, com o France estreando em 1912 com um sistema de turbinas a vapor que lhe permitiam alcançar altas velocidades, tornando-se um dos navios mais rápidos de seu tempo atrás apenas dos britânicos RMS Lusitania e RMS Mauretania. O Normandie marcou novos avanços técnicos em 1935 ao implementar um sistema hidrodinâmico. Para isto foi adicionada uma propulsão turbo-elétrica que foi considerada a mais adequada e viável em termos de custos e objetivos para o navio.
A Transat também acompanhava as inovações no campo de conforto dos passageiros. O La Normandie em 1882 foi o primeiro navio da empresa a ser equipado com um sistema de iluminação elétrica, substituindo as perigosas lâmpadas a óleo. O La Provence por sua vez foi a primeira embarcação da companhia equipada com um telégrafo sem fio, porém seis anos depois do primeiro navio da história, o alemão Kaiser Wilhelm der Grosse. Esta tecnologia era vista na época como algo visando principalmente os passageiros mais ricos, não como um ferramenta de segurança. Ela permitia a publicação de um jornal a bordo composto pelas últimas notícias do mundo.
Por fim, o processo de inovação na segurança marítima também foi algo gradual. O France em 1912 foi o primeiro grande navio do mundo equipado com botes salva-vidas com capacidade para todos os passageiros a bordo, realizando sua viagem inaugural apenas uma semana depois do naufrágio do britânico RMS Titanic. O Normandie era particularmente seguro do ponto de vista da prevenção a incêndios, algo que tinha afetado várias grandes embarcações e tornara-se um dos maiores perigos no mar. O bem estar geral dos passageiros durante a travessia também foi melhorada, com a qualidade geral dos hospitais de bordo crescendo. O France em 1965 foi o primeiro transatlântico a transmitir o eletrocardiograma de um passageiro via satélite, permitindo uma operação em alto mar com a colaboração de equipes europeia e norte-americana.

### Luxuosidade

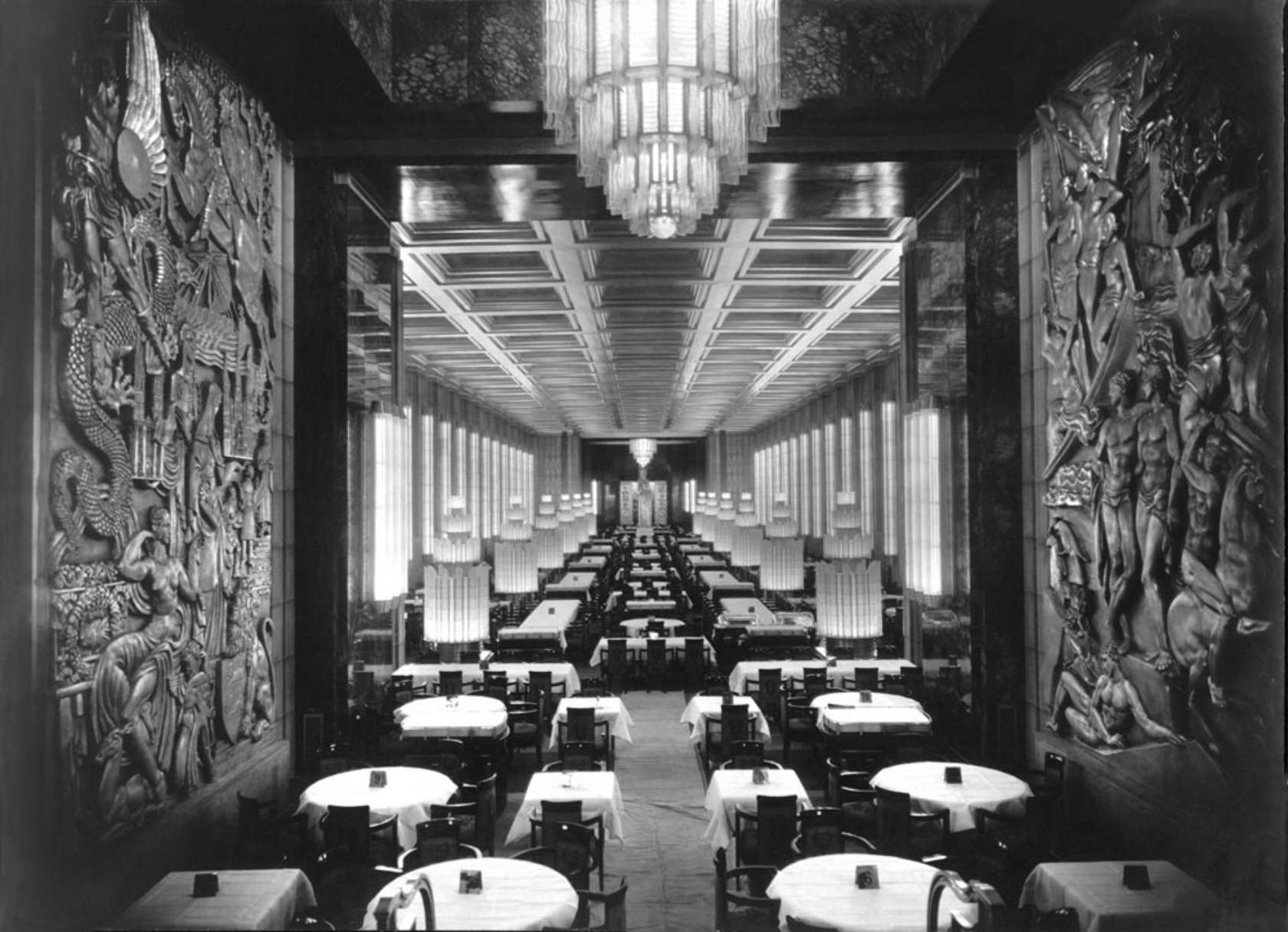
O grande salão de jantar da primeira classe do Normandie. Toda a decoração do navio foi pensada como uma espécie de vitrine da arte francesa da década de 1930.

A Transat, estando longe dos grandes fluxos migratórios e limitada no desenvolvimento de seus navios pelo tamanho do porto de Le Havre, não foi capaz de se beneficiar dos ganhos financeiros representados pelos imigrantes, diferente do que acontecera com suas rivais britânicas e alemãs. A companhia francesa em vez disso especializava-se em uma clientela de luxo, que rapidamente tornou-se seu alvo principal. Seus navios lançados no século XX ganharam a reputação de extremamente luxuosos, sendo vitrines da arte francesa, acompanhados por uma excelente gastronomia e vinhos. O France de 1912 foi o primeiro a beneficiar-se verdadeiramente dessa reputação. Sua decoração era particularmente suntuosa, mesmo que carregada quando comparada com seus rivais britânicos, sendo inspirada em grandes obras da arquitetura francesa, como castelos e mansões. Além disso, haviam exemplares de obras de arte que valeram ao navio o apelido de "Versalhes do Atlântico". Embora esse estilo de época ser reconhecido, já tinha sido utilizado com sucesso anteriormente no La Provence, La Savoie e La Lorraine.
O estilo evoluiu na década de 1920 com o Paris. Art decó começou a aparecer, porém ainda se substituir completamente a decoração Belle Époque. Os serviços oferecidos aos passageiros também cresceram, começando a surgir cinemas e salões de dança. A embarcação passou por uma grande reforma em 1929 após um incêndio, o que permitiu a atualização da decoração. O Île de France desde o início sido concebido como uma representação da arquitetura de seu tempo. Grandes arquitetos e decoradores franceses foram chamados a fim de preencherem seus muitos espaços. A longeva carreira do navio também permitiu que a decoração fosse atualizada de tempos em tempos. As instalações oferecidas multiplicaram-se ainda mais, incluindo agora um café panorâmico, ringue de boxe e uma capela.
Com o Normandie, o mesmo pensamento aplicado ao Île de France foi empregado no novo navio, porém em uma escala muito maior. A embarcação tinha proporções enormes, algo que refletia nas suas instalações internas, como seu grande salão de jantar da primeira classe que ocupava três conveses. As suítes de luxo tornaram-se apartamentos reais, enquanto obras de arte típicas da arte francesa da década de 1930 foram encomendadas e espalhadas por todo navio. O Normandie tinha a intenção de ser uma vitrine para tudo que fosse francês para o exterior. Alguns de seus elementos decorativos foram usados após a Segunda Guerra nas reformas do Île de France e do Liberté, criando uma atmosfera mais familiar em ambas as embarcações que tiverem seus interiores completamente redesenhados para adotarem o estilo da década de 1950. O France de 1962, por outro lado, possuía instalações mais coloridas, refletindo a década de 1960, outras vez indo atrás de artistas de seu tempo para as decorações. Entretanto, a Transat desta vez mudou sua política e, em vez privilegiar a primeira classe, escolheu dedicar três quartos de seu espaço para a classe turística.

### Naufrágios

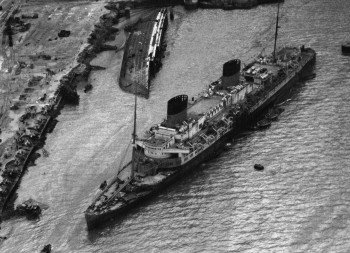
O Liberté parcialmente afundado depois de colidir com os destroços emborcados do Paris.

A história da Transat foi marcada por vários desastres marítimos. Em 1873, o Ville du Havre, que tinha acabado de voltar ao serviço depois de passar por uma grande reformulação, colidiu com outros navios duas vezes: no dia 6 de junho ele bateu e afundou um veleiro no rio Hudson, mas escapou sem danos sérios, porém em 22 de novembro colidiu com outra embarcação e afundou em apenas dez minutos. Ao todo, 61 passageiros e 26 tripulantes foram resgatados, porém 220 pessoas morreram. O SS Ville de Saint-Nazaire por sua vez precisou ser abandonado por causa de uma tempestade no dia 6 de março de 1897, com os sobreviventes não tendo meios de se comunicarem com outros navios. Das 83 pessoas a bordo, apenas dezoito foram resgatadas. O maior drama desse tipo, entretanto, ocorreu em 1898 com o La Bourgogne, em que 568 pessoas morreram após uma colisão no que foi até então o maior desastre da história da Transat em tempos de paz. A maioria dos oficiais do navio pereceram no desastre, porém quase metade da tripulação sobreviveu, em muitos casos por terem expulsado os passageiros de botes salva-vidas. Assim, mais de uma centena de tripulantes sobreviveram contra aproximadamente setenta passageiros. O escândalo resultante enfraqueceu ainda mais a posição de Eugène Péreire na presidência da empresa.
Incêndios tornaram-se uma grande preocupação para a Transat na década de 1930. Eles ficaram tão temidos que cuidados especiais foram tomados para que o Normandie tivesse um sistema de combate ao fogo especialmente avançado. A marinha mercante francesa foi afligida por dois desastres desse tipo, o MS Georges Philippar em 1930 e o SS L'Atlantique em 1933. A Transat foi afetada pela primeira vez por incêndios em 1938, quando o SS Lafayette pegou fogo no porto de Le Havre. As chamas consumiram o navio por inteiro e ele precisou ser desmontado depois. No ano seguinte o Paris também foi vítima de um incêndio, já tendo sobrevivido a outro incêndio uma década antes. Desta vez, as toneladas de água despejadas pelos marinheiros de Le Havre no combate ao fogo fizeram com que a embarcação emborcasse. Seus destroços permaneceram no porto até depois da Segunda Guerra, causando ainda o naufrágio parcial do Liberté em 1946, que colidiu contra ele depois de suas amarras se soltarem durante uma tempestade. Entretanto, o incêndio mais famoso foi o do próprio Normandie, que sofreu um destino semelhante ao do Paris em 1942 depois de ter sido tomado pelos Estados Unidos e rebatizado de Lafayette. A inexperiência dos marinheiros norte-americanos, mais as reformas de conversão que o navio estava passando, fizeram com que muitos de seus dispositivos contra incêndios estivessem inoperantes.
As duas guerras mundiais levaram boa parte dos navios da Transat. A empresa perdeu trinta embarcações durante a Primeira Guerra Mundial, com o pior caso tendo sido as cerca de 1100 pessoas mortas no naufrágio do La Provence em 1916. Já na Segunda Guerra Mundial foram perdidos 53 navios, incluindo treze de passageiros, equivalendo a dois terços de sua frota. O Champlain e o De Grasse tiveram números de vítimas particularmente altos. Também perdido foi o Lamoricière, porém este não esteve relacionado ao conflito em si, mas na verdade afundou em 1942 devido uma tempestade no Mediterrâneo, resultando em noventa sobreviventes e quase trezentos mortos.

## Legado

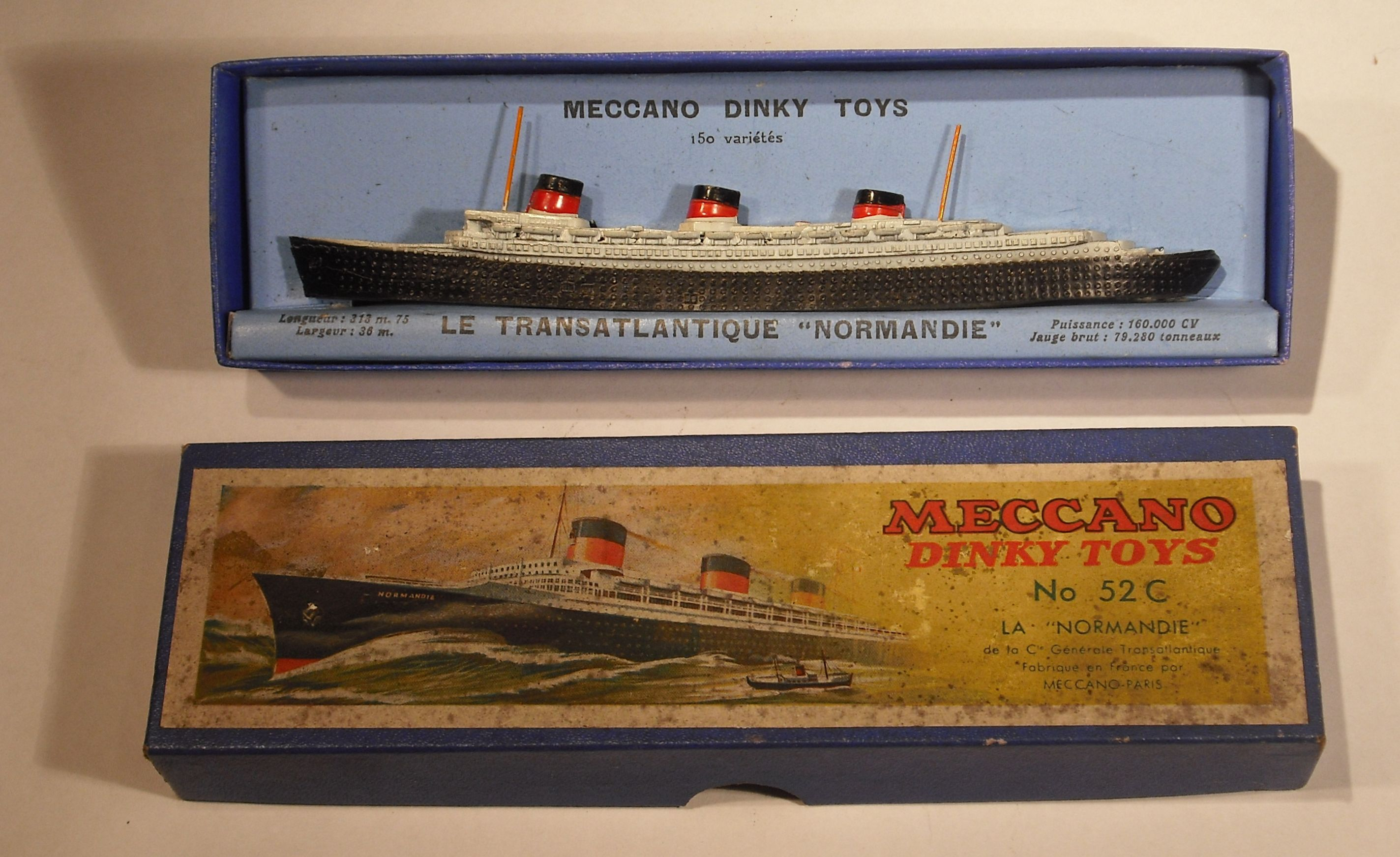
Os navios da Transat foram objetos de muitos produtos derivados, incluindo este brinquedo com uma efígie do Normandie.

Durante seus mais de 120 anos de existência, a Transat conquistou um lugar especial na marinha mercante francesa e um grande prestígio com a clientela estrangeira, especialmente norte-americanos. Seus grandes transatlânticos como o Normandie e o France já foram objeto de estudo de diversos livros. A empresa ganhou uma aura especial graças as muitas celebridades que costumavam viajar em seus navios. As viagens em si também já inspiraram alguns artistas, com alguns romances já tendo sido escritos inspirados em experiências a bordo das embarcações da Transat. O cinema também se fez presente, com o filme Paris-New York de 1940, dirigido por Yves Mirande e estrelado por Michel Simon e Gaby Morlay, tendo sido filmado a bordo do Normandie. O France por sua vez apareceu em Le Gendarme à New York de 1965 e na cena final de Le Cerveau de 1969.
Seus navios também conquistaram a afeição pública. O fim acidental do Normandie provocou indignação pública na França, porém isto foi sufocado pela extensão da Segunda Guerra Mundial ocorrendo e assolando o país na época. Isto, mesmo assim, não impediu o surgimento e prevalecimento de rumores de que a embarcação fora sabotada. A desmontagem do Île de France em 1959 até mesmo gerou certos protestos, já que o navio durante sua carreira tinha adquirido grande carinho e afeição do público após suas décadas de serviço civil e militar, principalmente por seu papel no resgate dos sobreviventes do naufrágio do Andrea Doria. A retirada de serviço do France em 1974 também despertou fortes emoções. Quando a embarcação retornou em 1980 como o cruzeiro SS Norway, grande entusiasmo se seguiu na França, onde a imprensa e o público continuaram a considerá-lo como "o France", sentimento que manteve-se até sua desmontagem na década de 2000.
A Transat continua a viver a partir dos itens colecionáveis criados originalmente pela própria empresa com o objetivo de promover seus navios e que hoje são vendidos em leilões, como cartões postais publicados pela companhia no início do século XX com desenhos das embarcações feitos por Ernest Lessieux, etiquetas de bagagens, pratos, cardápios, entre outros. A associação French Lines, criada em 1995 por iniciativa da Compagnie Générale Maritime, tem se dedicado a preservar a história, arquivos e objetos pertencentes a Transat e outras companhias francesas de transporte marítimo, procurando garantir o desenvolvimento desse patrimônio por meio de eventos e exposições. Também existem outros projetos que procuram destacar o legado da empresa, como as tentativas de Didier Spade de construir um novo France.